# Tenochtitlan
Tenochtitlan je bila prestolnica azteške države. Nastala na majhnem otoku sredi jezera Texcoco. Mesto je bilo prepredeno s kanali in vodnimi potmi, po katerih so pluli kanuji, kar spominja na današnje Benetke. V obdobju svojega razcveta je bil z 200.000 prebivalci Tenochtitlan eno največjih mest na svetu. Na tem območju danes leži mehiška prestolnica Ciudad de Mexico, ki je med največjimi mesti na svetu. 
Azteško prestolnico sta sestavljali dve mesti: Tenochtitlan in Plateloco. Obe sta nastali na otočkih sredi jezera Texcoco. Obe mesti je ločeval kratek vodni kanal, a povezani sta bili z mostički. Dostop do azteške prestolnice je bil mogoč z obrežja s kanuji ali pa tudi po nasipih. Nasipi so dejansko plavali na jezerskem površju. Ker sta bili obe mesti povezani z lesenimi mostovi, pod katerimi so vozili mali kanuji, je bila prestolnica prava mestna trdnjava, ki jo je bilo precej težko uničiti.
Jezero Texcoco je bilo nekoliko slano. Zato so v mesto dobivali vodo po 5 km akvaduktu (akvadukt). Na akvaduktu so imeli dva cevovoda, tako da je eden vedno deloval, tudi ko so drugega čistili. Mestni teritorij so Azteki širili tako, da so okoli mest naredili pas plavajočih otokov. Te otoke so imenovali chinampe. Plavajoče otoke chinampe so naredili iz vrbja, ki so jih privezali na jezersko dno, na vrhu pa so jih pokrili z rodovitno zemljo. Chinampe so merile 100 krat 10 metrov. Ko so se umetni otoki začeli pogrezati, so nanje nametali novo zemljo. Dokler niso nastali pravi umetni otoki, katere ni bilo več potrebno povezati z vrvmi z jezerskim dnom, da ne bi odplavali. Chinampe so bila odlična zemljišča za gojenje cvetja in zelenjave.
Azteška prestolnica se je morala spoprijeti z dvema problemoma: z oskrbo z živežem in z vzdrževanjem čistoče. Za prevoz hrane so uporabljali kanuje. Z njimi so poljščine pripeljali naravnost na trg. Vedeti moramo, da Azteki sploh niso imeli tovornih živali, kot so bile na primer lame, ki so jih imeli Inki. Zaradi tega je bila oskrba prebivalstva z živežem precej zahtevna naloga in bi bila brez čolnov povsem neizvedljiva. Najpomembnejši in največji trg v prestolnici Aztekov je bil v Tlatelalcu. Na tem trgu so imeli prodajalci določen prostor, glede na vrsto blaga, ki so ga prodajali. Trgovci z žitaricami in kuhanimi jedmi so se na tržnici držali skupaj. Ravno tako so skupine tvorili prodajalci oblačil, sandalov in nožev. Način prodaje na tržnici je bila dejansko menjava blaga ali pa so kot plačilno sredstvo uporabljali zrna kakava in koščke bakra. Tržnica v Tenochtitlanu je bila ogromna, dobro zasnovana. Na njej se je zmeraj trlo ljudi. Na trgu je bilo moč kupiti prav vse: koruzo, fižol, kakav, najrazličnejše sadje, rogoznice, purane, kunce, pripravljene jedi, les, »papir«, srebro, drage kamne, perje, sužnje, sandale, tigrove in nutrijine kože, zdravilne rastline, začimbe, tobak, nože... Ta velikanska tržnica je lahko sprejela 60.000 ljudi.
12 sodnikov, ki jim je predsedoval predstavnik trgovcev, je sodilo goljufom in razsojalo ob pritožbah strank. Da je trgovanje potekalo po pravilih, je skrbelo veliko število policistov.
Azteki so se epidemijam izognili le, če so skrbeli za čistočo. Pri vzdrževanju čistoče so uspešno izkoristili lego azteške prestolnice. Odpadne vode so po odlični mreži odtočnih kanalov speljali v jezero. Na mnogih javnih mestih so bila stranišča, katerih vhod so zakrivali z rogoznico. Kot stranišča so uporabljali tudi kanuje zasidrane ob robovih kanalov. Azteki so imeli komunalno službo, ki je skrbela za čistočo ulic in odvoz smeti iz mestnih četrti v okoliške mlakuže. A največje delo pri ohranjanju čistoče je opravila narava. Dež je redno spiral vso preostalo umazanijo, zaradi nadmorske višine pa se je mesto kopalo v svežem podnebju.

## Spomeniki in templji v azteški prestolnici
Prestolnico je krasilo več upravnih in vladarskih palač, športnih igrišč, templjev, kopališč in drugih javnih zgradb. Sredi obeh mest dvojčkov, ki sta predstavljala azteško prestolnico, sta bila dva trga. Na glavnem trgu Tenochtitlana je v azteških časih stal tempelj. Trg je imel pravokotno obliko v izmeri 350 x 300m. Na tem trgu se je dvigoval tempelj, dograjen leta 1487. Tempelj je bil ogromna, 30 metrov visoka piramida, ki ni imela konice. Osnovna ploskev je merila 80 x 100 metrov. Tempelj so Azteki gradili 200 let. Na vrh templja je vodilo 114 stopnic. Na vrhu piramide je bila terasa, na kateri sta poleg žrtvenega kamna stala dva manjša templja, posvečena bogovoma vojne in dežja. Na terasi piramidnega templja je torej stal tudi žrtveni kamen, na katerega so polegli žrtev, ki so ji izrezali srce.
Nasproti stopnišča glavnega templja, ki je imel obliko piramide, je stal okrogli tempelj. Vhod v okrogli tempelj je bil oblikovan kot kačje žrelo, tako da so med njenimi dolgimi zobmi bila vrata.
Zadaj na dvorišču okroglega templja so bila igrišča namenjena igram z žogo. Poleg igrišča za igranje z žogami je bil prostor, na katerem je stal kozolec z lobanjami. Nekakšen oltar, kjer so shranjevali lobanje človeških žrtev.
Na azteškem glavnem trgu je bila tudi šola za duhovnike. Na tem trgu je bil tudi tempelj bogu sonca. Kajti v 18. stoletju so po naključju odkrili znani azteški koledar, ki je ogromna okrogla kamnita plošča s premerom skoraj štirih metrov, na kateri je izdelan azteški koledar. Ta kamniti koledar tehta 24 ton. V središču je upodobljeno sonce. S simboli petega obdobja, v katerem bi naj živeli Azteki. Obkrožajo ga koncentrični pasovi, ki ponazarjajo štiri predhodna obdobja.

## Uničenje
V največji meri so mesto leta 1521 uničili španski konkvistadorji. Na ruševinah so kasneje zgradili Ciudad de Mexico.